# باريش كوتشاك
باريش كوتشاك (بالتركية: Barış Koçak)‏ هو ممثل تركي ولد في يوم 25 أيلول 1978 في مدينة إزمير في تركيا، مثل في عدة مسلسلات منها مسلسل حكاية سمر في 2005 ومسلسل ياسمين في 2007 وألتي مثل فيها دور الثوري الشيوعي دينيز غزمش.